# وست بکهام
وست بکهام (به انگلیسی: West Beckham) یک روستا و محله مدنی در بریتانیا است که در North Norfolk واقع شده‌است. وست بکهام ۳٫۱۱ کیلومتر مربع مساحت و ۲۸۹ نفر جمعیت دارد.